# Paysage avec une maison et un laboureur
Le Paysage avec une maison et un laboureur est un tableau de Van Gogh (1853-1890) conservé au musée de l'Ermitage de Saint-Pétersbourg. Il s'agit d'un chef-d'œuvre de la fin de la vie de l'artiste, puisqu'il a été composé en décembre 1889 à Saint-Rémy-de-Provence.
Une quinzaine de jours après son arrivée à l'asile du docteur Peyron, Vincent écrit à son frère Théo: « depuis que je suis arrivé ici, je me contente du jardin vide pour mon travail… et ne n'ai pas franchi les portes. Cependant il y a des lieux magnifiques à Saint-Rémy et tôt ou tard je commencerai à m'y promener. » Un peu plus tard, à la même époque, le docteur Peyron écrit à Théo que Vincent passait son temps à dessiner dans le jardin et que comme il le trouvait calme, il lui avait donné la permission de se promener accompagné au dehors, afin de faire des croquis. L'hôpital Saint-Paul se trouvait à trois kilomètres de la petite ville de Saint-Rémy, entourée de champs, de vignobles et d'oliveraies. La fenêtre de la chambre à coucher de Vincent donnait sur des champs avec au loin de hautes collines. C'est en juin que l'artiste reçoit la permission de se promener dans la nature, mais comme il le dit dans une lettre à son frère en juin il ne s'aventure pas au début dans les hauteurs, étant encore trop faible.
Vincent van Gogh se sent de nouveau mal en juillet. Il peint dans sa chambre. En novembre, il se rend pendant deux semaines à Arles. Il en profite pour acheter de la couleur. Il demande aussi à son frère de lui envoyer dix mètres de toile. C'est une période où il va peindre ensuite nombre de cyprès qu'il a pris en croquis à partir d'octobre. Il est donc probable que c'est au cours de ses promenades d'octobre dans les collines qu'il ait visualisé cette scène qu'il peint en décembre dans son atelier. Le labourage correspond à cette époque de l'année. Les couleurs sont resplendissantes, illuminées par le soleil venant de la droite et rendant éclatant le toit de la maison, alors que Vincent se sent mieux. Le petit laboureur au fond semble prêt à affronter la montagne...

## Provenance
Cette toile faisait partie de la collection du docteur Gachet et a été acquise par le galeriste berlinois Cassirer et vendue en 1928 au collectionneur Otto Krebs.
La collection Krebs a été transférée par l'Armée soviétique en 1947 à l'Ermitage, comme réparation des dommages de guerre subis. Cette toile a été présentée pour la première fois au public en 1995 au cours de l'exposition « La Peinture française des XIXe et XXe siècles issue des collections privées d'Allemagne », à l'Ermitage.